# Randoseru

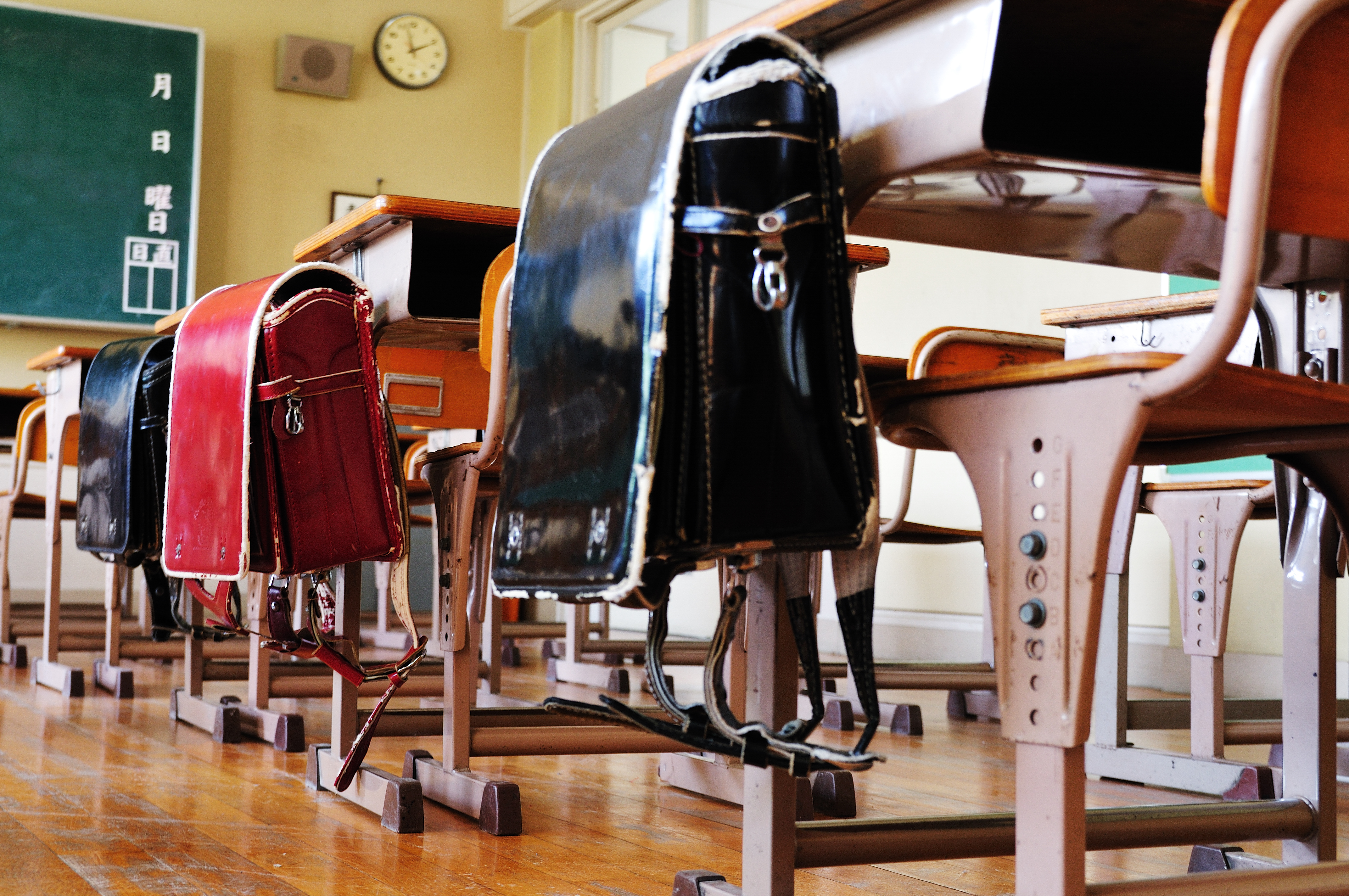
Randoseru appesi ai banchi di una classe giapponese

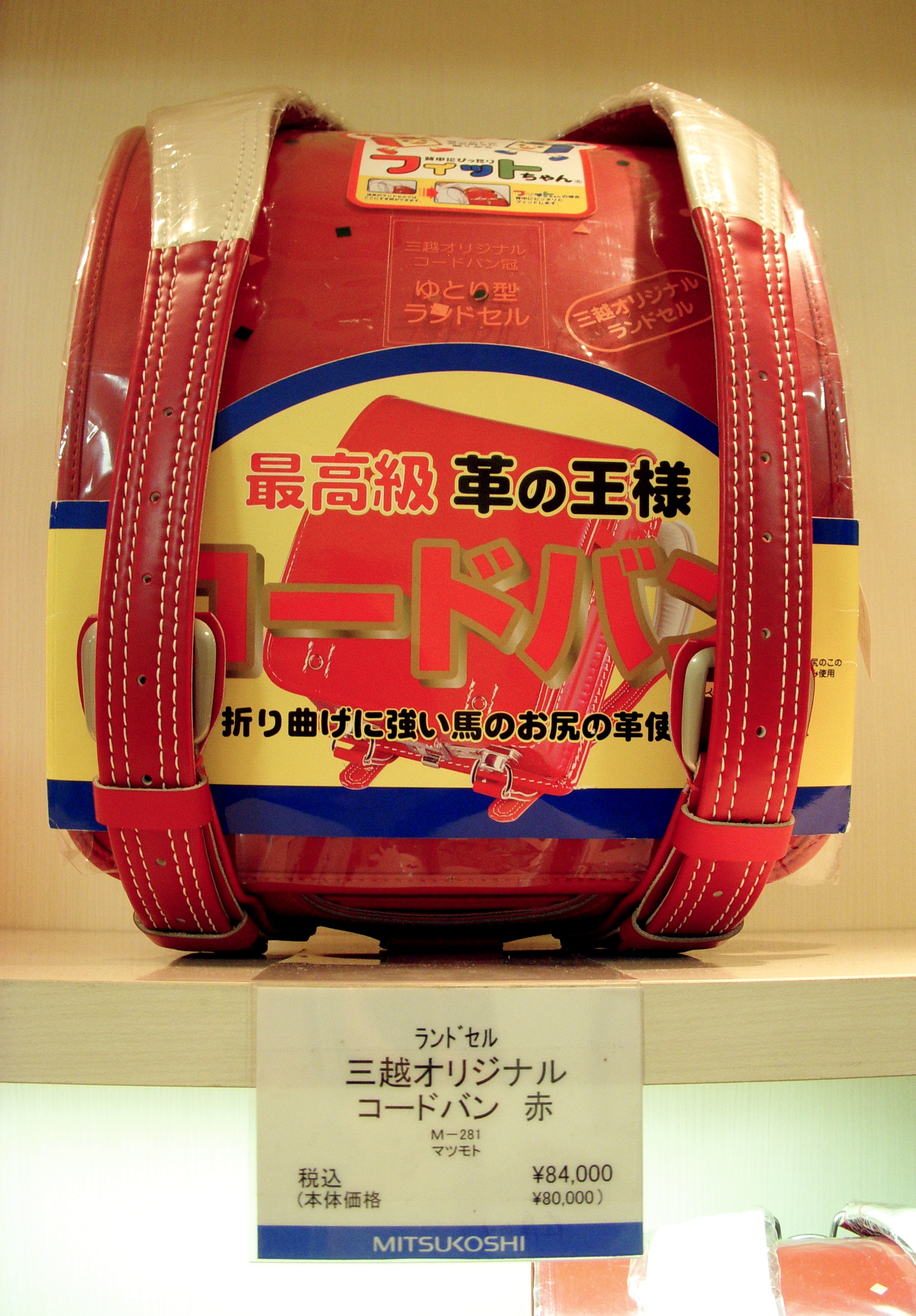
Un randoseru rosso di alta qualità

Il randoseru (ランドセル?) è il tipico zainetto indossato dai bambini giapponesi nei sei anni delle scuole elementari. Il termine randoseru è derivato dall'olandese, dove "ransel" vuol dire "zaino".
Solitamente misura circa 30 cm in altezza, 23 cm in larghezza e 18 in profondità. È realizzato in cuoio, pelle o similpelle, mentre la superficie che entra in contatto diretto con la pelle è in materiale più morbido, ma nonostante ciò è comunque decisamente rigido. Tradizionalmente i modelli indossati dai bambini maschi sono di colore nero, mentre le bambine portano quelli di colore rosso; in tempi più recenti si sono diffusi randoseru di molti colori, anche se in alcuni istituti più conservatori è ancora oggi obbligatorio utilizzare soltanto i colori nero o rosso. Si tratta di un oggetto relativamente costoso, in quanto il suo prezzo può variare in base al materiale in cui è realizzato e arrivare a costare anche svariate decine di migliaia di yen, pari a diverse centinaia di euro.